# Naberejne, Hlobîne
Naberejne (în ucraineană Набережне) este un sat în comuna Babîcivka din raionul Hlobîne, regiunea Poltava, Ucraina.

## Demografie
Componența lingvistică a localității Naberejne
     Ucraineană (89,29%)
     Rusă (9,29%)
     Alte limbi (0,71%)
Conform recensământului din 2001, majoritatea populației localității Naberejne era vorbitoare de ucraineană (89,29%), existând în minoritate și vorbitori de rusă (9,29%).